# Kujawy zagoplańskie

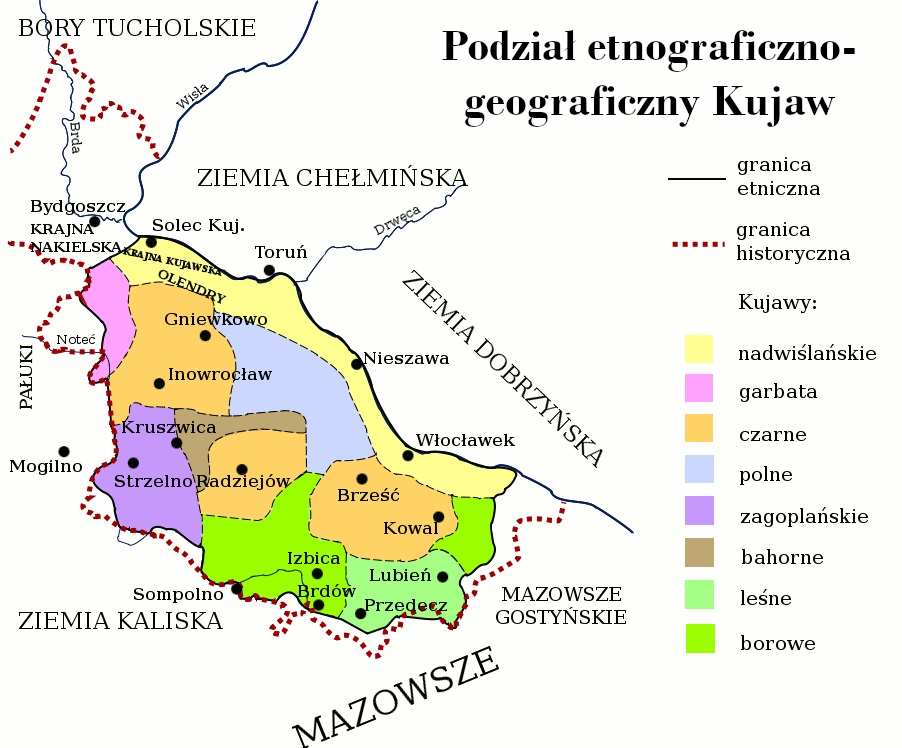
Kujawy zagoplańskie (zaznaczone na fioletowo) na mapie podziału etnograficzno-geograficznego Kujaw.

Kujawy zagoplańskie – region etnograficzno-geograficzny na Kujawach, położony na lewym brzegu Kanału Noteckiego.

## Nazwa
Nazwa Kujawy zagoplańskie pochodzi od położenia regionu "Za Wodą", czyli na zachód od jeziora Gopło.

## Geografia
Teren Kujaw zagoplańskich graniczy od północy i wschodu z Kujawami Czarnymi, na wschodzie z Kujawami bachornymi, od południowego wschodu z Kujawami borowymi, od południa z ziemią kaliską, natomiast od zachodu z Pałukami. Region położony jest między jeziorem Gopło od wschodu, a jeziorem Pakoskim na zachodzie, zaś na północy przepływa przez nie Kanał Notecki. Pod względem administracyjnym region położony jest częściowo na terenie gminy Kruszwica, Strzelno, Janikowo oraz Inowrocław.
Według regionalizacji fizycznogeograficznej Polski Kujawy zagoplańskie znajdują się na Pojezierzu Żnińsko-Mogileńskim, stanowiącym część Pojezierza Wielkopolskiego.
Kujawy zagoplańskie słyną z rolnictwa, leśnictwa oraz turystyki. Na ich obszarze znajduje się Rezerwat Nadgoplański Park Tysiąclecia.